# آلگاما
آلگاما (به لاتین: Algama) یک رود در روسیه است که در سرزمین خاباروفسک واقع شده‌است.